# Glenea colenda
Glenea colenda är en skalbaggsart som beskrevs av Thomson 1879. Glenea colenda ingår i släktet Glenea och familjen långhorningar.
Artens utbredningsområde är Filippinerna. Inga underarter finns listade i Catalogue of Life.